# Der Samurai
Pour plus de détails, voir Fiche technique et Distribution.
Der Samurai est un film fantastique allemand écrit, réalisé et monté par Till Kleinert, sorti en 2014.

## Fiche technique
- Titre français :
- Titre original : Der Samurai
- Titre québécois :
- Réalisation : Till Kleinert
- Scénario : Till Kleinert
- Direction artistique : Sandra Fleischer et Tomoko Okada
- Décors : Sandra Fleischer
- Costumes : Malena Modéer
- Photographie : Martin Hanslmayr
- Son :
- Montage : Till Kleinert
- Musique : Conrad Oleak
- Production : Anna et Linus de Paoli
- Société(s) de production : Académie allemande du film et de la télévision de Berlin et Schattenkante
- Société(s) de distribution :  Edition Salzgeber
- Budget :
- Pays d’origine :  Allemagne
- Langue : Allemand
- Format : Couleurs - 35mm - 2.35:1 - Son Dolby numérique
- Genre : Film fantastique
- Durée : 80 minutes
- Dates de sortie :
- Allemagne : 8 février 2014 (Berlinale 2014)
  -  Allemagne : 30 octobre 2014

## Distribution
- Michel Diercks : Jakob
- Pit Bukowski : le Samouraï
- Uwe Preuss : Horvath
- Kaja Blachnik : Karo
- Ulrike Hanke-Haensch :
- Christopher Kane : Schölli
- Ulrike Bliefert

## Distinctions

### Nominations et sélections
- Festival des Maudits Films 2015
- Festival du film de Tribeca 2014